# رئيس مجلس الاتحاد (روسيا)
رئيس مجلس الاتحاد للجمعية الفيدرالية لروسيا الاتحادية ( بالروسية : Председатель Совета Федерации Федерального собрания Российской Федерации )، وهو أيضًا رئيس مجلس النواب الروسي (مجلس الدوما ) يعتبر ثالث اعلى المناصب الحكومية الروسية، بعد الرئيس ورئيس الوزراء. في حالة عجز الرئيس ورئيس الوزراء، يصبح رئيس مجلس الاتحاد رئيسًا لروسيا بالإنابة.

## آلية التعيين
يُجرى التعيين بواسطة الاقتراع بين اعضاء مجلس الشيوخ في الاتحاد الروسي كما يجوز لمجلس الشيوخ بالاتحاد أن يقرر إجراء هذه الانتخابات بسرية باستخدام النظام الإلكتروني.
يعتبر المرشح منتخباً إذا حصل على أكثر من نصف أصوات أعضاء مجلس الاتحاد. وفي حالة عدم حصول أي من المرشحين على العدد المطلوب من الأصوات الانتخابية، تجرى جولة ثانية على المرشحين الحاصلين على أكبر عدد من الأصوات.

## فترة الرئاسة
لا يوجد مدد محددة لرئاسة المجلس حيث يظل الرئيس في منصبه حتى نهاية فترة عضويته في مجلس الاتحاد وحينها تنتهي الرئاسة تلقائيًا و إذا أعيد انتخابه لولاية جديدة في مجلس الاتحاد، فيمكن إعادة انتخابه رئيسا للمجلس.

## العزل والإقالة
يمكن إقالة رئيس مجلس الاتحاد بقرار من مجلس الاتحاد بأغلبية أصوات أعضاء المجلس حيث ينظر مجلس الاتحاد في مسألة العزل من المنصب عندما يتقدم بطلب الإقالة رئيس الاتحاد أو بناءً على اقتراح مجموعة من أعضاء مجلس الاتحاد لا يقل عددهم عن خُمس أعضاء مجلس الاتحاد شرط ان يكون على أساس اتهام يوجهه له مجلس الدوما بالخيانة العظمى أو ارتكاب جريمة جسيمة أخرى ويجب أن يُتخذ قرار مجلس الاتحاد بشأن عزل رئيس الاتحاد الروسي من منصبه في موعد لا يتجاوز 3 أشهر بعد توجيه تهم مجلس الدوما له.